# Tendai Skolen
Tendai Skolen er en buddhistisk skole grundlagt af T´ien-t´ai (538-597) i Kina. Miao-lo (711-782) bliver betragtet som genskaber af skolen.
Skolen blev introduceret til Japan i det 9. århundrede af Dengyo (767-822), som havde studeret læren i Kina. Takket være hans indsats blev Lotus Sutraen bredt anerkendt i Japan.
Tendai har haft aktivitet i Danmark ved Tendai Danmark, Tendai
Buddhistisk Center.